# 小行星6417
小行星6417（英語：6417 Liberati）是一颗围绕太阳公转的小行星。1993年12月4日，A. Vagnozzi在斯特龙科内发现了此天体。
这颗小行星的绝对星等为264.8249818593944等。